# رابطة كرة القدم اليابانية 1998
رابطة كرة القدم اليابانية 1998 (باليابانية: 第7回ジャパンフットボールリーグ) هو الموسم 7 من الدوري الياباني لكرة القدم ‏. فاز فيه نادي طوكيو.